# 鍾乳洞

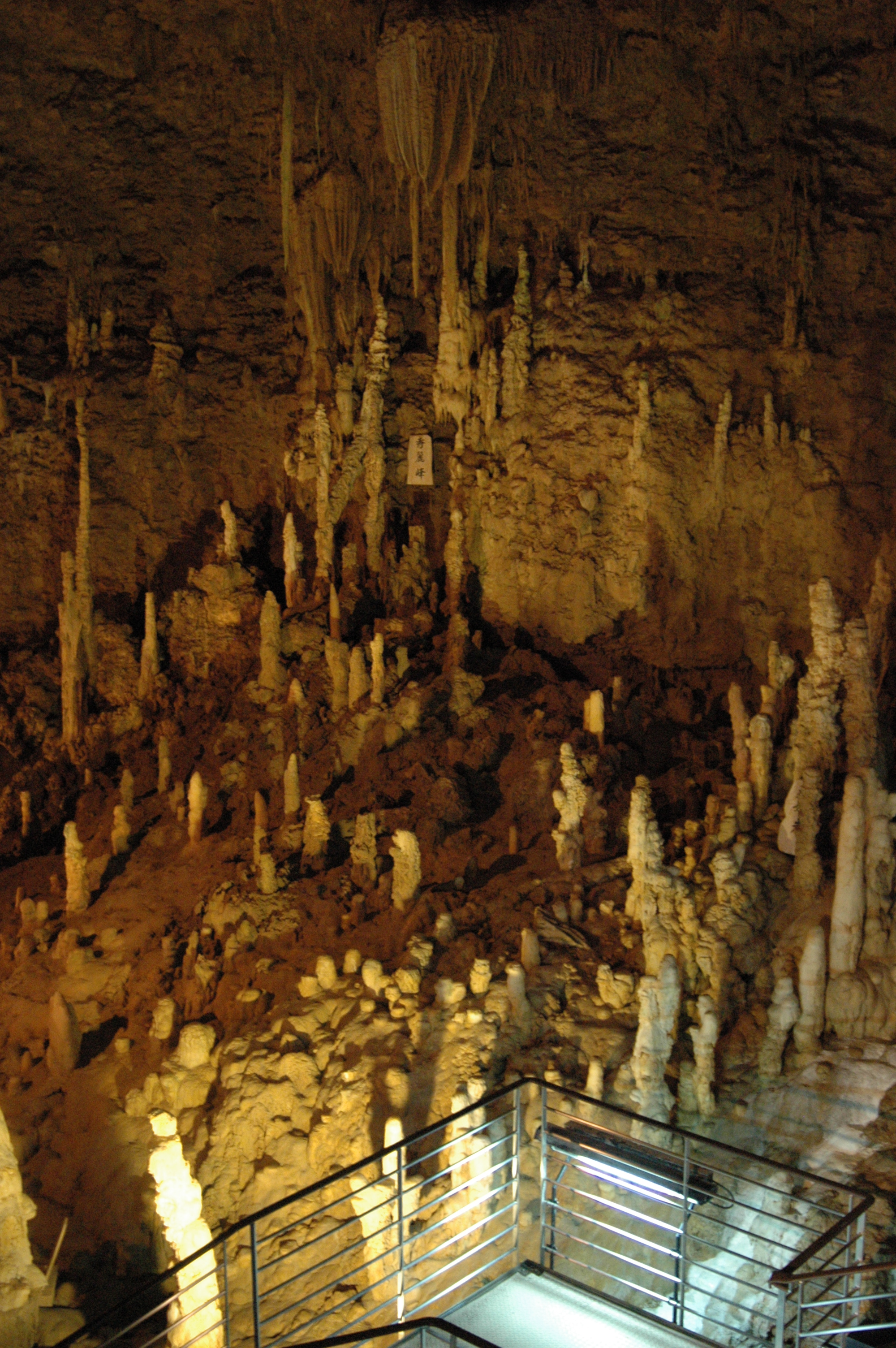
沖縄県玉泉洞の秀麗峰。無数の成長した鍾乳石と石筍が見られる。

鍾乳洞（しょうにゅうどう、英: solutional cave、solution cave）または石灰洞（せっかいどう、英: karst cave）は、石灰岩が地表水、地下水などによって侵食（溶食）されてできた洞窟であり、一般的に石灰岩地帯に存在する。
「鍾乳洞」が洞窟内に生じた鍾乳石などの洞窟生成物（二次生成物）に視点をおいた用語であるのに対し、「石灰洞」は洞窟を胚胎する地質的な母岩の種類に視点をおいた用語である。
広義には、石灰洞以外でも鍾乳石類が生じている洞窟を鍾乳洞と呼んでいる（例: 長崎県の七ツ釜鍾乳洞）。

## 成因
鍾乳洞を胚胎する石灰岩の地層はサンゴ礁などが発達する暖かい海で、石灰質の殻や骨格をもった生物の遺骸などが海底に厚く堆積することによってできたものである。一般の岩石と異なり、主成分が炭酸カルシウムからなる石灰岩は、酸性の溶液に溶解する化学的性質をもつ。石灰岩が地殻変動によって地上に隆起すると、二酸化炭素を含む弱酸性の雨水や地下水による侵食（溶食）が始まる。
このような侵食（溶食）によって石灰岩体の内部に多くの空洞（洞窟）が生じる。石灰岩中の微細な割れ目等を満たした地下水（炭酸カルシウムが多量に溶解している）が洞窟内に滲出すると、二酸化炭素を含む水と炭酸カルシウムとの化学反応が可逆的であることから、逆に炭酸カルシウムが方解石として晶出を始め、沈積して鍾乳石等の洞窟生成物が発達する。
こうして洞窟内が装飾されるようになった洞窟を鍾乳洞という。石灰洞とは成因が異なるが、熔岩鍾乳が発達した熔岩洞も広い意味で鍾乳洞の一種である。

## 溶食形態
洞窟の天井や壁面には石灰岩の溶食によってできた特徴的な微地形（溶食形態）が見られる。これらは後からできた洞窟生成物によって被われ、観察できないことも多い。よく見られる代表的なものに次のようなものがある。
- 溶食ノッチ：ゆったりとした地下川や地底湖の水面に沿って壁面の溶食が進んでできた水平に伸びる棚状の窪み。窪みの高さ数十cm - 数m、長さ数m - 数十mくらい。
- 峡谷型通路：かつて高いところを流れていた地下川が床面を次第に掘り下げてできた通路で、天井の高さに比べて横幅が狭い。幾段もの溶食ノッチが壁面に見られることがある。
- ポケット：天井に見られるお椀の内のような丸い窪み。群になって生じていることもある。水面下の水流（渦流）で形成されたものと考えられている。直径数十cm - 1mくらい。
- ペンダント：洞窟の石灰岩が溶食されていく時に、溶け残った部分が壁面や天井から幾つも垂れ下がるように残ったもの。水中で砂や粘土に埋没した状態で、石灰岩が差別的に溶食されたものと考えられている。大きさ数十cm - 数m。
- スカラップ：地下水流の溶食によって壁面にできた魚の鱗模様のような凹みが集まったもの。表面を手で左右になでた時、抵抗なく滑る方向が昔の水流の方向。スカラップとはホタテ貝のこと。大きさ数cm - 数十cm。

## 鍾乳石

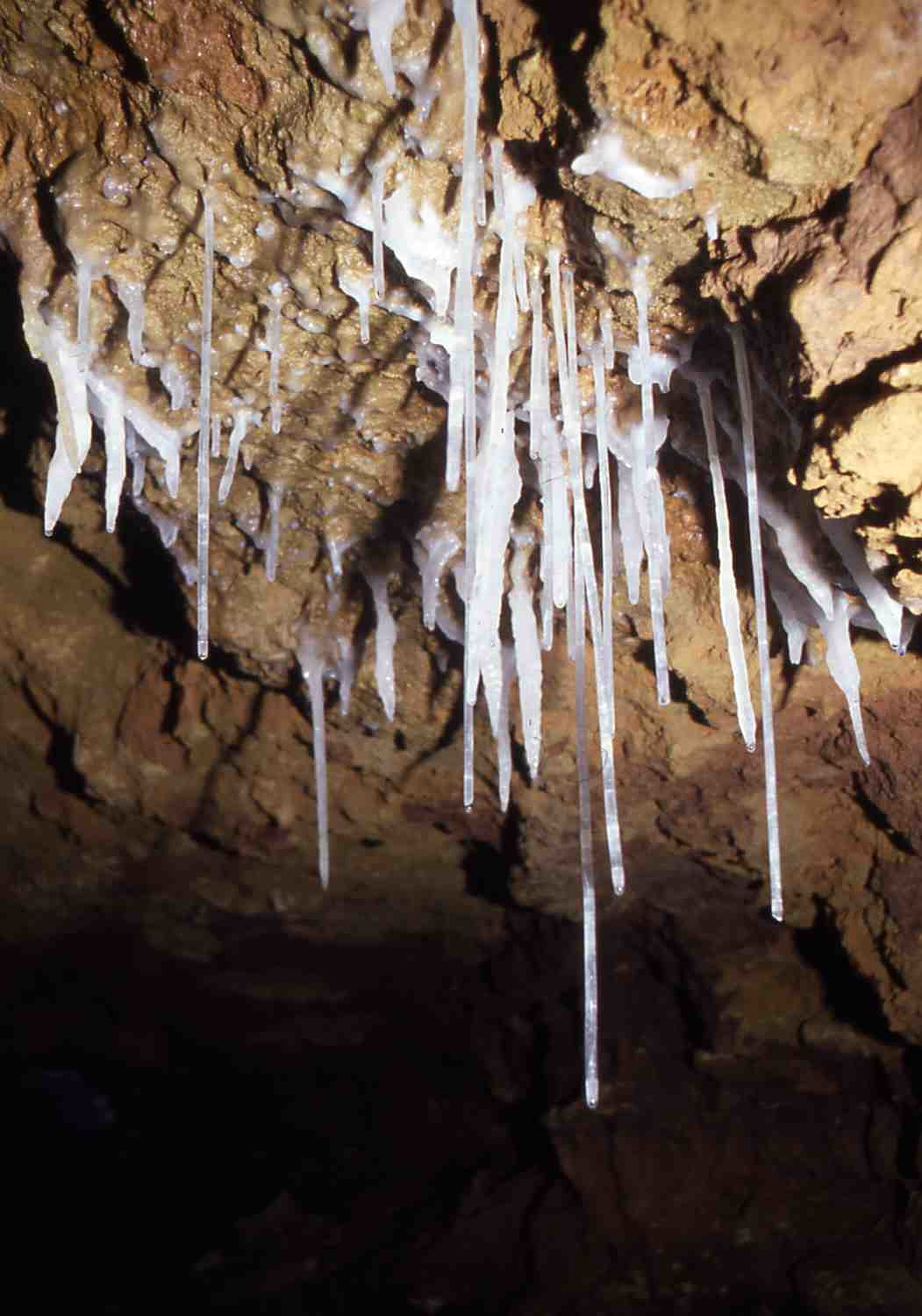
白蛇洞（昇竜洞の一部、沖永良部島）の鍾乳管

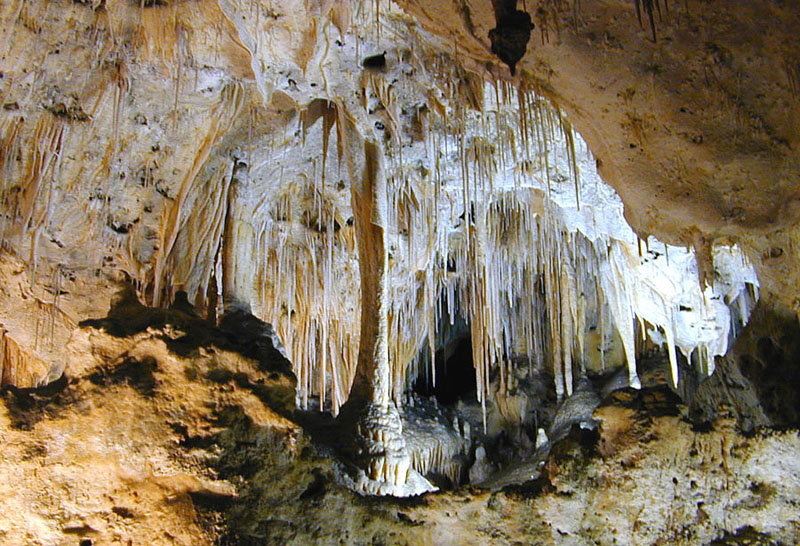
カールズバッド洞窟群国立公園（アメリカ合衆国）の石柱

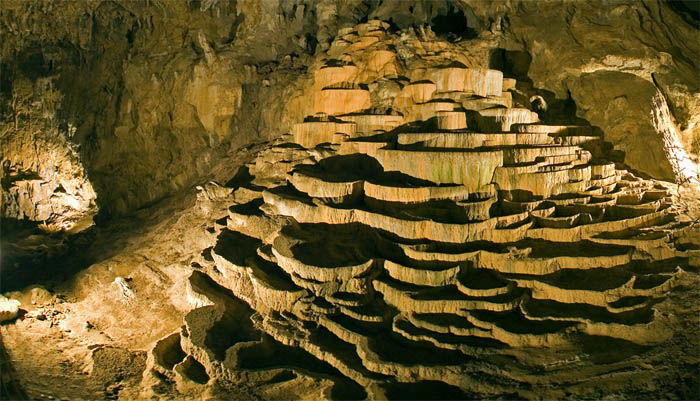
シュコツィアン洞窟群（スロベニア）のリムストーンプール

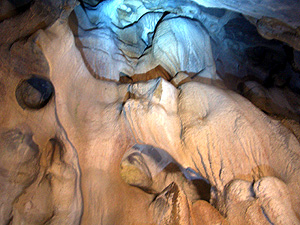
幽玄洞（岩手県）の「蓮華の壁」と呼ばれるフローストーン

洞窟の天井や壁にしみ出てくる地下水は、地表から浸透してくる過程で周囲の石灰岩を溶食し、多量の炭酸カルシウムを溶解している。この水が洞窟内の空気に触れると、上述のように方解石の晶出が起こり、様々な洞窟生成物（石灰生成物、二次生成物とも）ができる。
天井から水が滴る点では、次第につららのように方解石の沈殿物が成長する。これが鍾乳石（狭義）である。鍾乳石のでき始めでは、天井にぶら下がった滴の円周に沿って方解石が沈殿する。次の滴も同じように方解石を晶出させるため、リング状の方解石の沈殿が進み、次第にストローのように中空な管が伸びていく。これを日本では鍾乳管、英米語ではストロー、イタリア語ではマカロニと呼ぶ。後に鍾乳管の内部に方解石の結晶が成長し、内部を水が流れなくなると、水は外側を流れるようになり、鍾乳管は次第に太くなってつららのように成長する。
滴が天井から洞床に落ちた地点でも方解石の晶出が起きるので、そこが次第に盛り上がり、高く成長をしたものを石筍という。天井から成長した鍾乳石と下から伸び上がった石筍とが繋がると石柱と呼ぶ。
各地の観光洞窟の案内書などで、よく鍾乳石の成長する速度を説明している（例えば、1cm成長するのに約70年、石筍は約130年）が、画一的に表されるものではない。これまでに世界各地で測定された多くのデータから、地域により、洞窟により、洞窟内の場所により、水量や水質により、成長段階により、この速度は大きく変わると思われる。北米の石筍の場合、1cm当たり240年から2400年にわたっている。
緩やかな洞床の傾斜面を少量の水が穏やかに流れる場合、次第にいくつもの水たまりを形成することがある。山の斜面につくられた棚田のような見かけのもので、小さいものは掌大から、差し渡し十数mの大きさを持つものまである。棚田の畦に当たるところをリムストーン（畦石、輪縁石）、リムストーンに囲まれて生じた水たまりをリムストーンプール（畦石池）という。リムストーンプールの深さは小規模のもので数cm、大規模のものでは数mにおよぶ。くねくねと曲がってとくに長く伸びるリムストーンを英米語ではChinese Wall（万里の長城）と表現している。
フローストーン（流華石）と呼ばれるものは洞窟の壁や斜面一面を被って生じているもので、部分的に見ればその中に小さな鍾乳石などを取り込んで発達している。フローストーンをはじめ、洞窟生成物は見た目ほどには表面はなめらかではなく、歩行者の足を滑らせることはない。
鍾乳石類は陸域の空気中で発達するものである。場所によっては水中にある鍾乳洞が発見されることがあるが、それらは洞窟生成物が発達した後に、地殻変動やその他の原因によって水中に沈んだものである。

## 洞穴生物
多くの場合、一般の人間が洞窟内で生物を見かけることは少ない。せいぜいコウモリに出会う程度である。しかしながら、細かく観察すれば、ごく小型の動物が少数見られることがある。それらは洞穴生物（洞窟生物）と呼ばれる。多くは柔らかな白っぽい体をしており、目がないなど洞窟環境への適応を遂げている。なお、コウモリが集団で生活する洞窟ではその糞（グアノ）にたかる無数の虫が住んでいる、といった例外も知られている。
これらは古い時代に洞内に侵入した小動物が、隔離された環境下で独自の進化を遂げ、特有の洞穴生物となったものと普通には説明されている。実際には多くの小型の昆虫や多足類などの主生活領域は土壌下浅層の風化岩盤帯の空隙であることが分かっており、そこから岩盤の割れ目を通って広い洞窟空間へ迷い出た個体を我々が目にするものである。
洞穴生物は、その地域の固有種となっている例が多く、一般に小型で数が少ない。これは主として栄養分に乏しい環境であるからと考えられる。中には大型のものも見られ、ホライモリやメキシコメナシウオのように古くから不思議な洞窟生物として知られた例もある。

## 利用

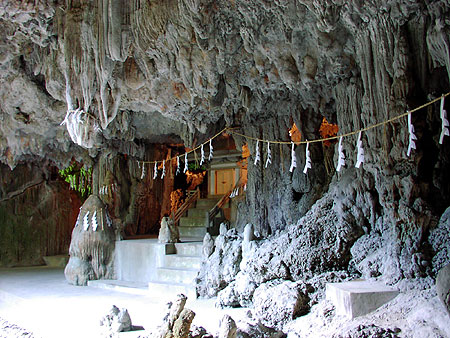
普天満宮洞穴

古くから洞内の珍しい光景が注目され、群馬県不二洞、山口県滝穴・岩屋観音窟、福岡県青龍窟、沖縄県日秀洞・普天満宮洞穴などのように、観光や信仰の対象となってきた鍾乳洞もある。
鍾乳石類はかつては石薬として採取された。正倉院の宝物の一つに鍾乳床がある。10世紀の「延喜式」巻37典薬寮付録の「和名考異」や、14世紀の「康頼本草」にも、秋吉台や阿哲台からの鍾乳床、殷蘖（げつ；正しくは木が子）、孔公蘖（同）の産出について記述がある。これらは鍾乳石類を示す語である。秋吉台では、1843年と1847年に萩の医学館の者が鍾乳石採取に出張した記録がある。日本では、成長にかなり時間がかかるために、鍾乳石類の採取は禁止されている。
鍾乳石や石筍の形が乳房や男性性器にも見えることから、その水を飲めば乳がよく出るようになるとか、子宝に恵まれるといった土俗的な信仰が伝えられていることもある。
近代では、洞窟探検がスポーツとして、また学術的研究とも関わって行われるようになっており、ケイビングと呼ばれているが、過去には洞窟潜水中の死亡事故なども発生している。

## 主な鍾乳洞

### 日本の主な鍾乳洞
★は「日本観光鍾乳洞協会」に加盟（９か所）
- 当麻鍾乳洞：北海道上川郡当麻町

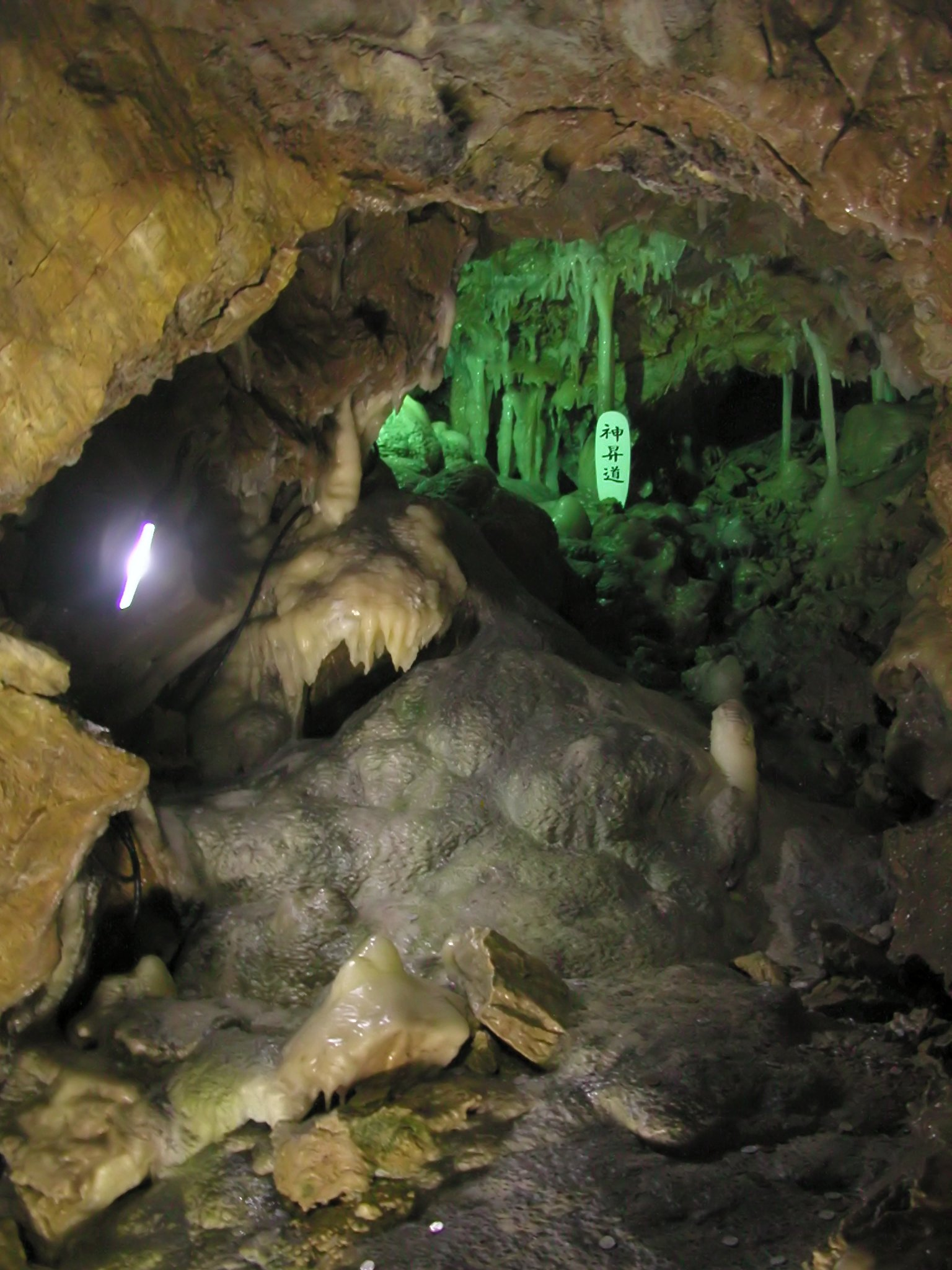
当麻鍾乳洞

- 安家洞：岩手県下閉伊郡岩泉町（日本最長23,702m）

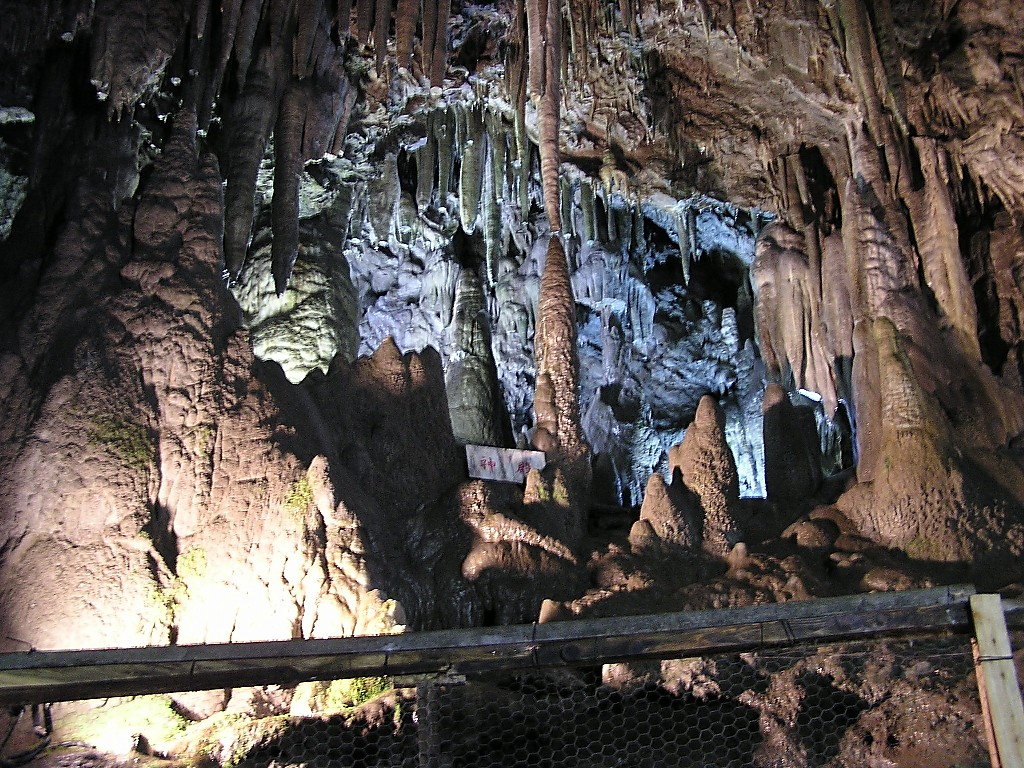
安家洞

- 龍泉洞★：岩手県下閉伊郡岩泉町（7つの地底湖を有し、最深のものは−120m以上）

- 幽玄洞：岩手県一関市（日本最古の鍾乳洞）
- 滝観洞：岩手県気仙郡住田町

- あぶくま洞★：福島県田村市

- 入水鍾乳洞：福島県田村市（天然記念物）

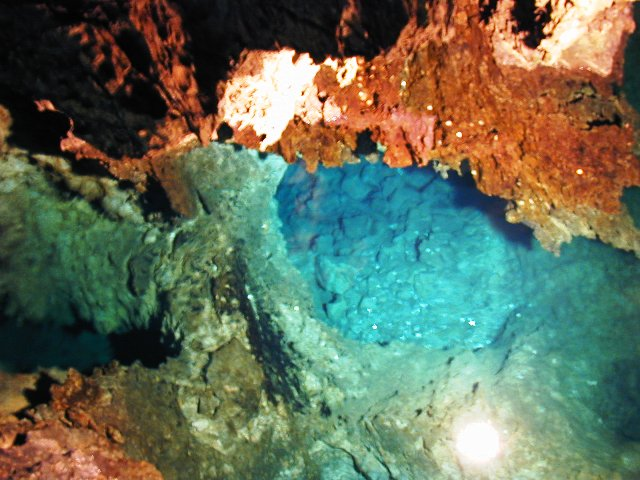
龍泉洞

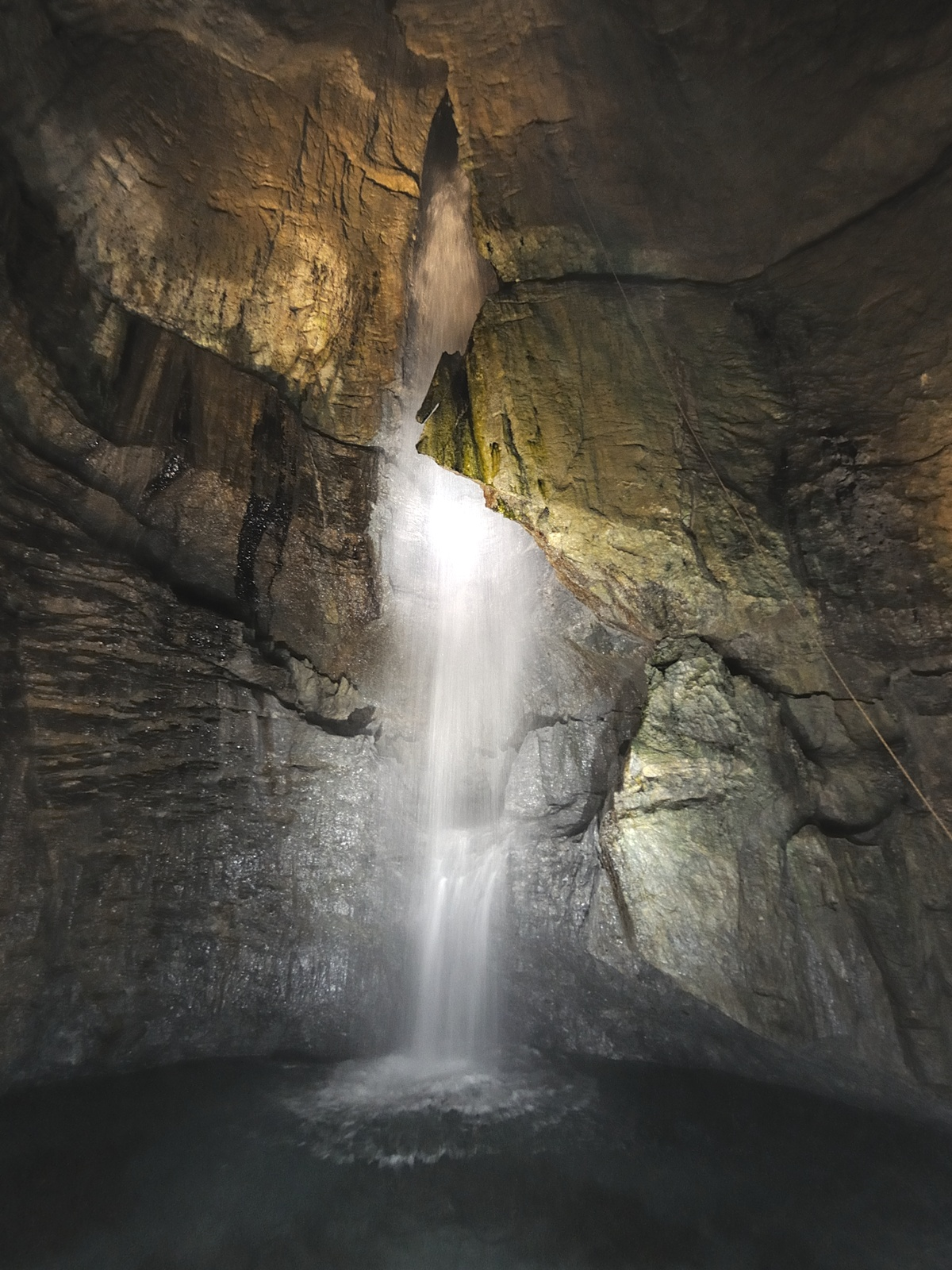
滝観洞

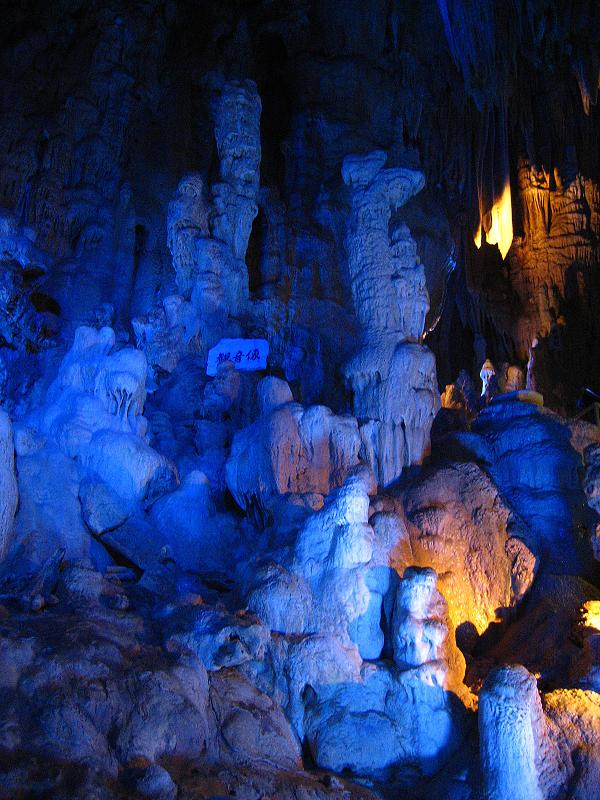
あぶくま洞

- 大穴鍾乳洞：福島県南相馬市鹿島区（文化財）
- 不二洞：群馬県多野郡上野村
- 大悲の滝・出流の鍾乳洞：栃木県栃木市
- 瀧谷洞：埼玉県秩父市
- 橋立鍾乳洞：埼玉県秩父市

- 尾須沢鍾乳洞 : 埼玉県飯能市
- 白浜鍾乳洞 : 千葉県南房総市
- 日原鍾乳洞★：東京都西多摩郡奥多摩町

- 大増鍾乳洞：東京都西多摩郡奥多摩町
- 大岳鍾乳洞：東京都あきる野市
- 養沢鍾乳洞：東京都あきる野市
- 三ツ合鍾乳洞 : 東京都あきる野市

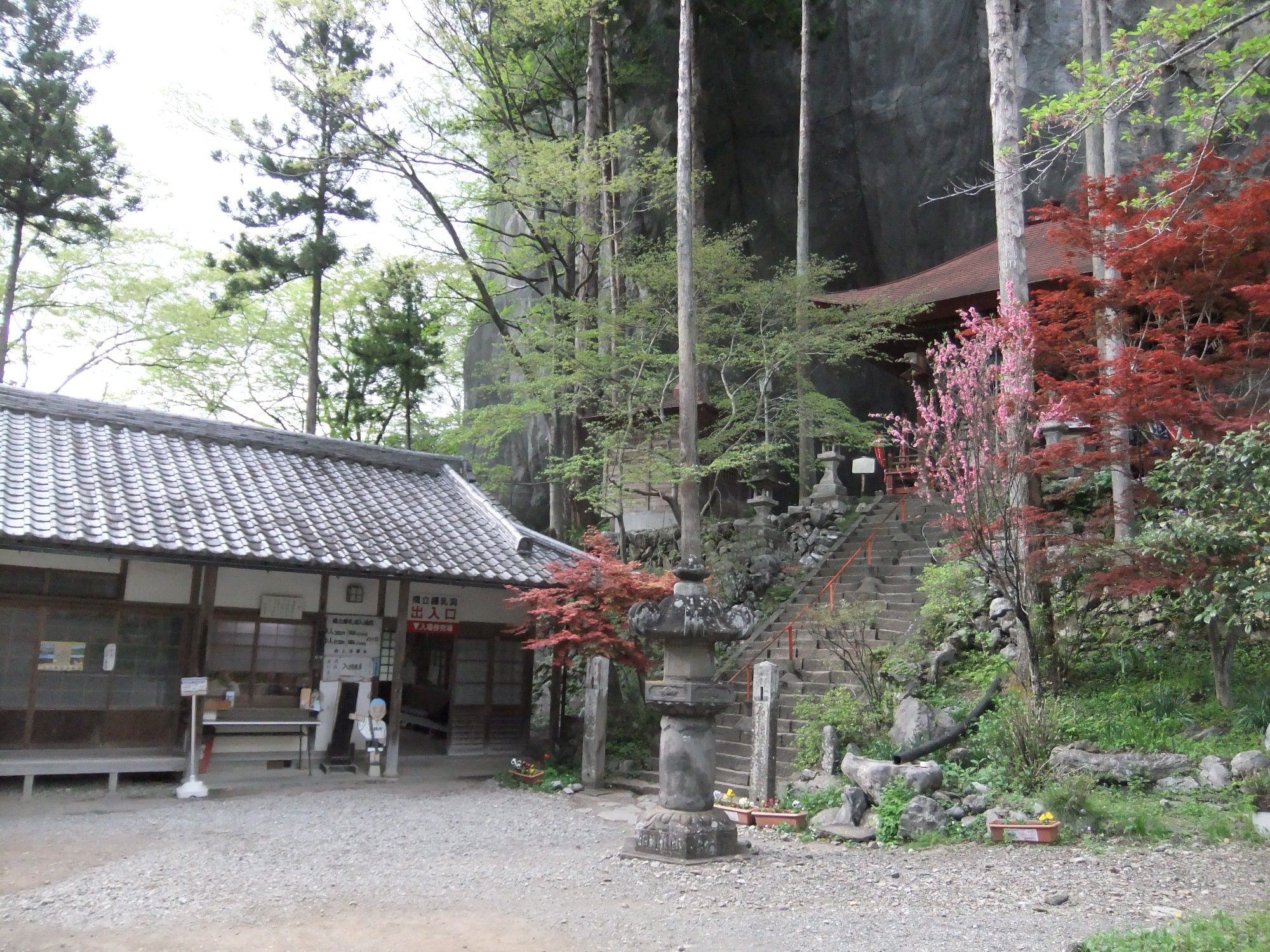
橋立鍾乳洞

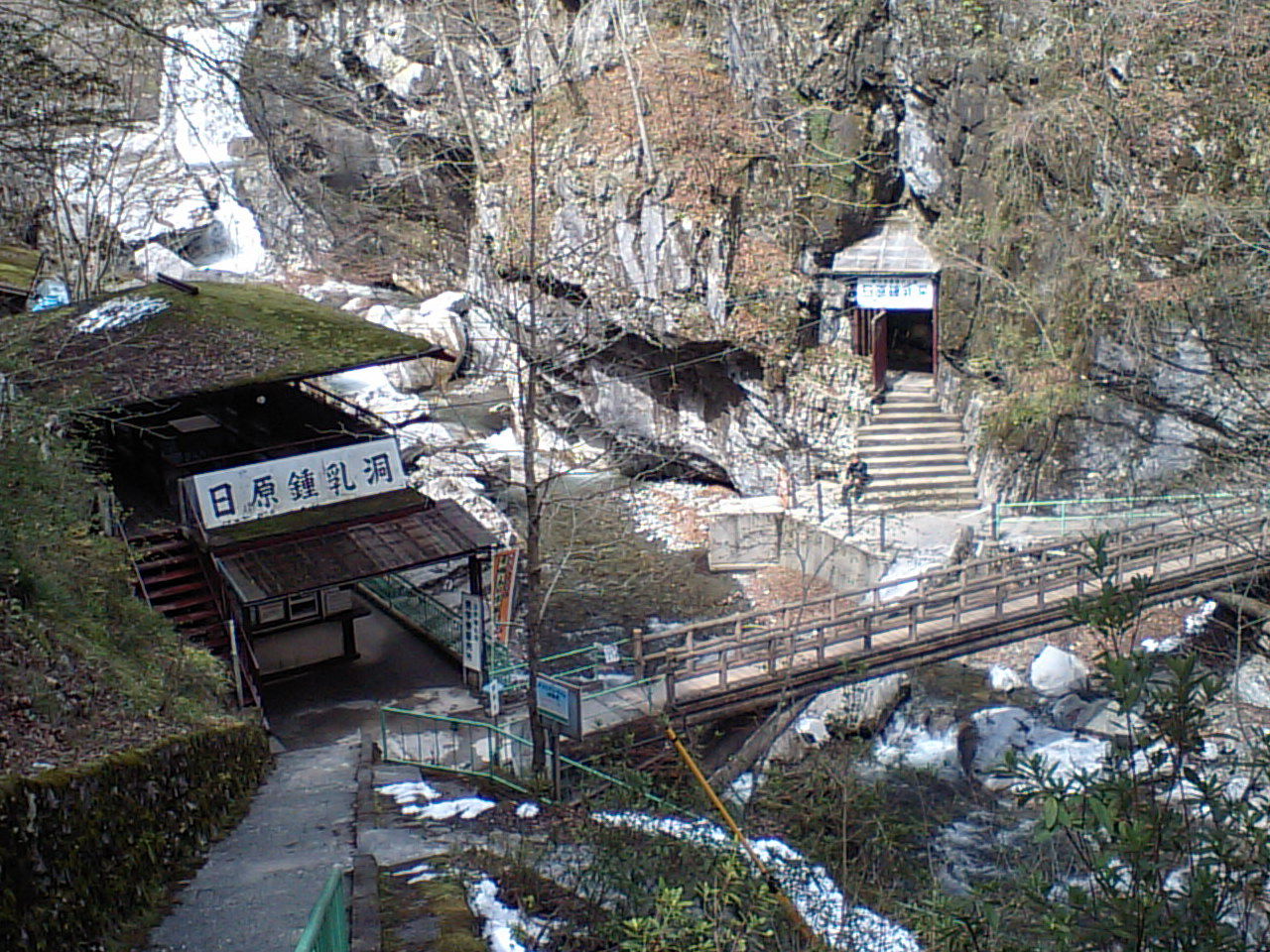
日原鍾乳洞

- 白蓮洞：新潟県糸魚川市（確認されている自然洞窟としては日本最深513 m。探勝不可。世界ジオパーク）
- 黒部峡谷鍾乳洞群：富山県黒部市（探勝不可）
- 白馬洞：福井県大野市（探勝不可）
- 青岩鍾乳洞 : 山梨県北都留郡丹波山村
- 熊倉沢鍾乳洞：長野県上伊那郡箕輪町（文化財）
- 関ヶ原鍾乳洞：岐阜県不破郡関ケ原町
- 大滝鍾乳洞：岐阜県郡上市
- 美山鍾乳洞 : 岐阜県郡上市
- 郡上鍾乳洞 : 岐阜県郡上市
- 飛騨大鍾乳洞★：岐阜県高山市（標高900mに位置し、日本の観光鍾乳洞の中で最も標高が高い）
- 竜ヶ岩洞：静岡県浜松市

- 滝沢鍾乳洞 : 静岡県浜松市
- 小堀谷鍾乳洞 : 静岡県浜松市
- 篠立風穴：三重県いなべ市
- 河内風穴：滋賀県犬上郡多賀町

- 質志鍾乳洞：京都府船井郡京丹波町

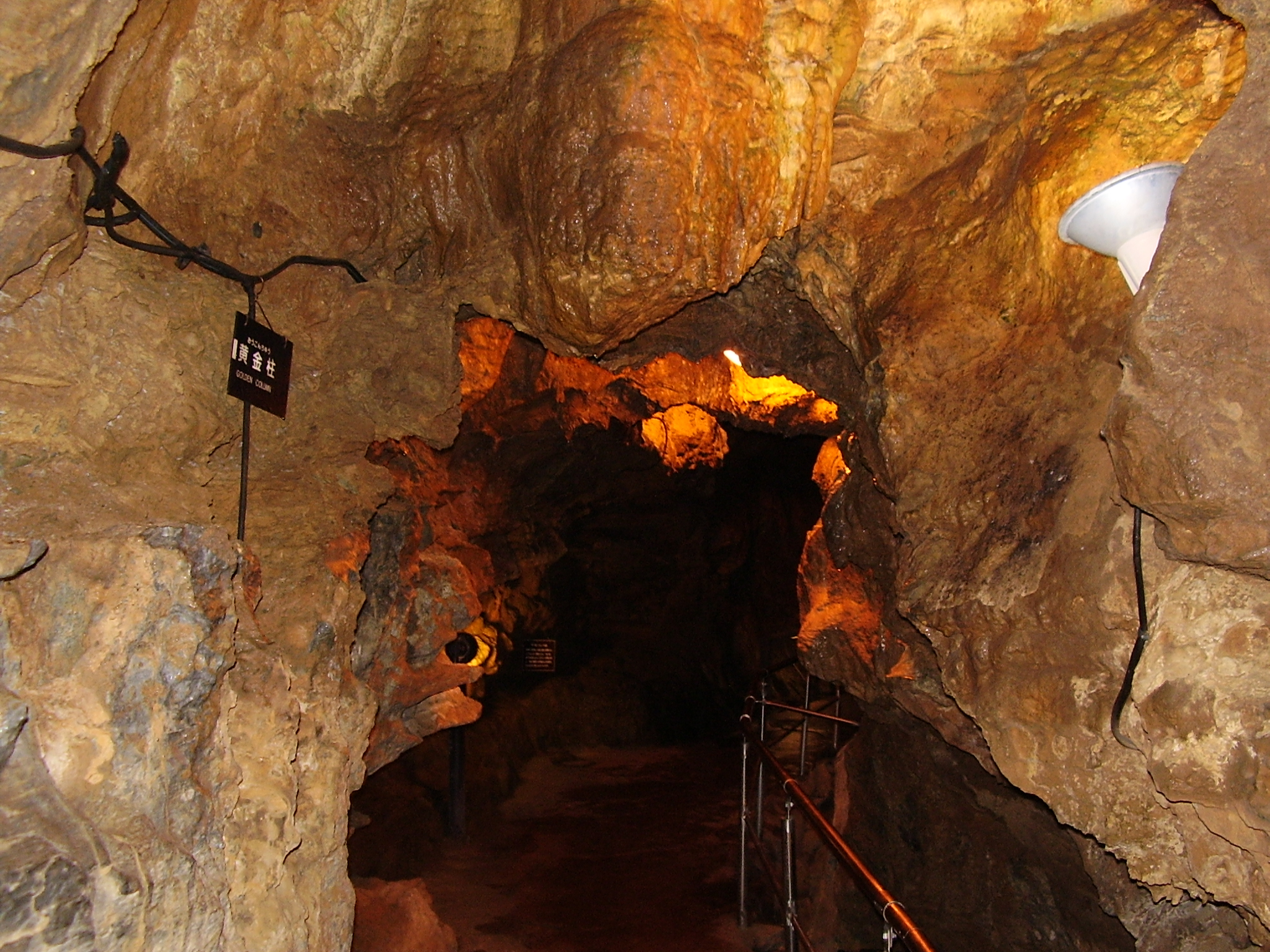
竜ヶ岩洞

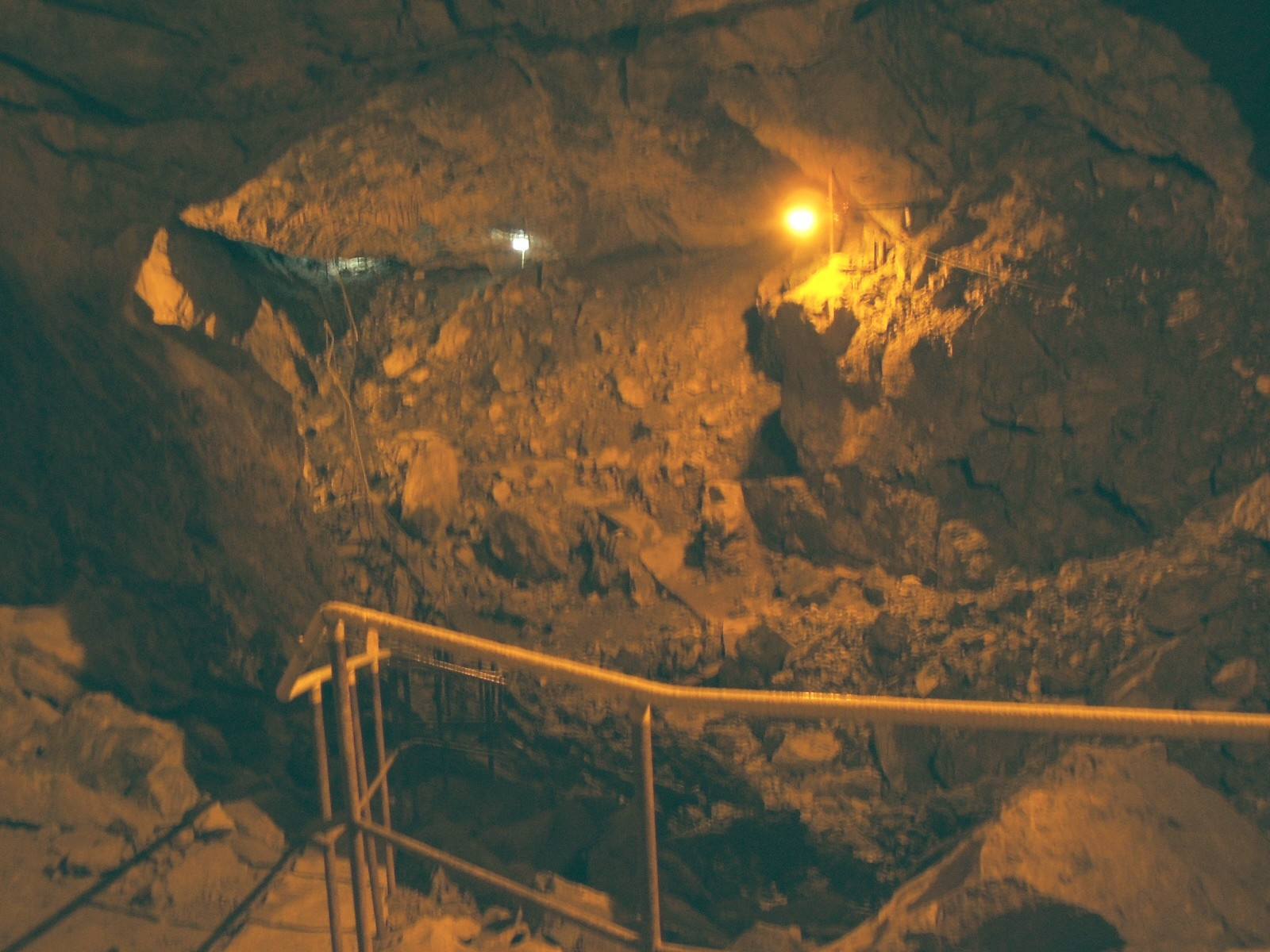
河内風穴

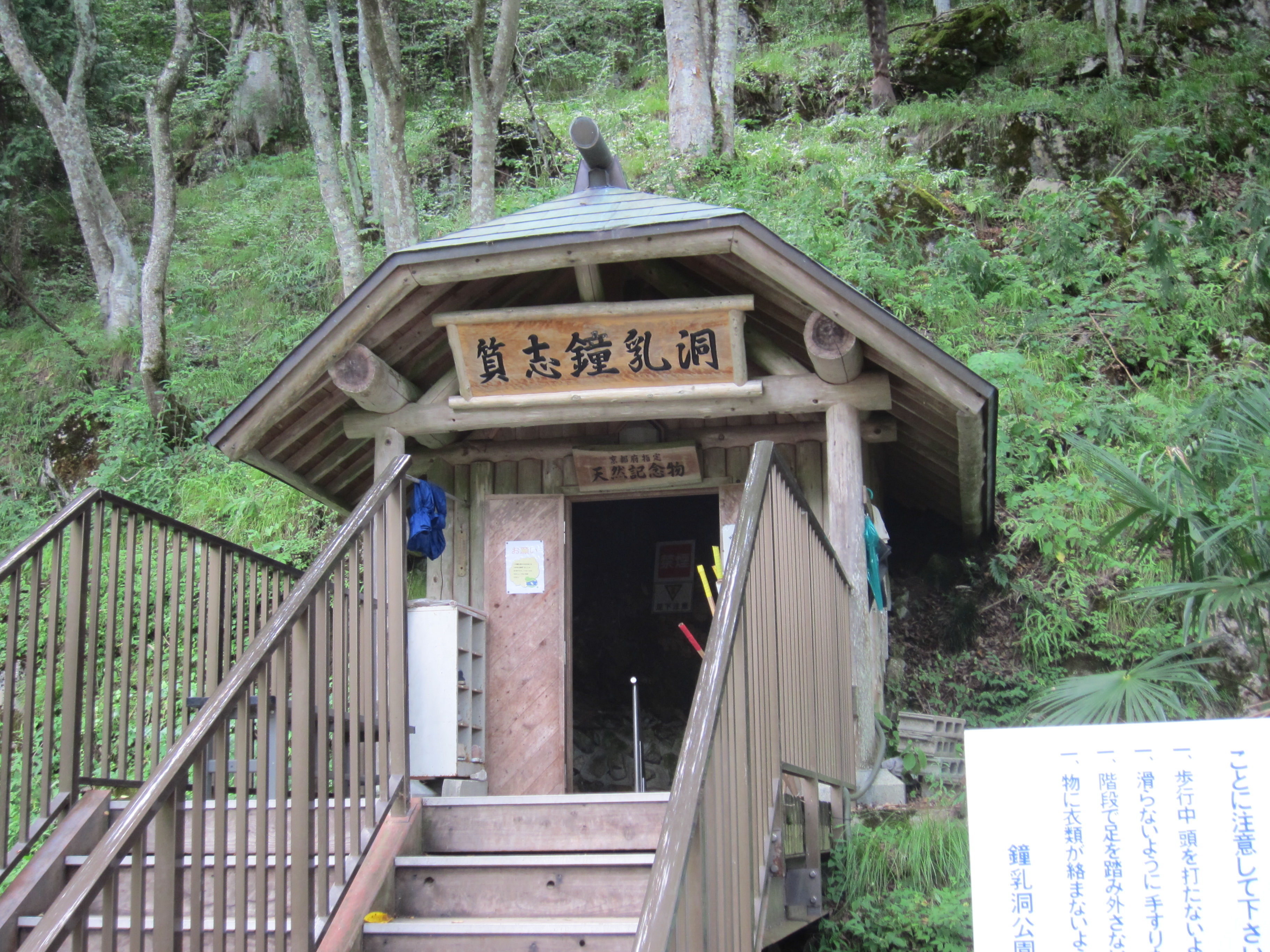
質志鍾乳洞

- 日本洞門：兵庫県（玄武岩質安山岩中に形成された海食洞の鍾乳洞）
- 野島鍾乳洞 : 兵庫県淡路市
- 面不動鍾乳洞：奈良県吉野郡天川村
- 五代松鍾乳洞：奈良県吉野郡天川村
- 井倉洞：岡山県新見市（日本一の高度差がある洞内滝）

- 満奇洞：岡山県新見市

- 鬼女洞 : 岡山県新見市
- 羅生門：岡山県新見市（天然記念物）

- 日咩坂鐘乳穴 : 岡山県新見市
- 諏訪洞：岡山県真庭市

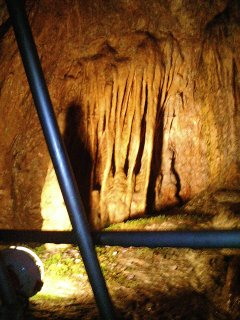
井倉洞

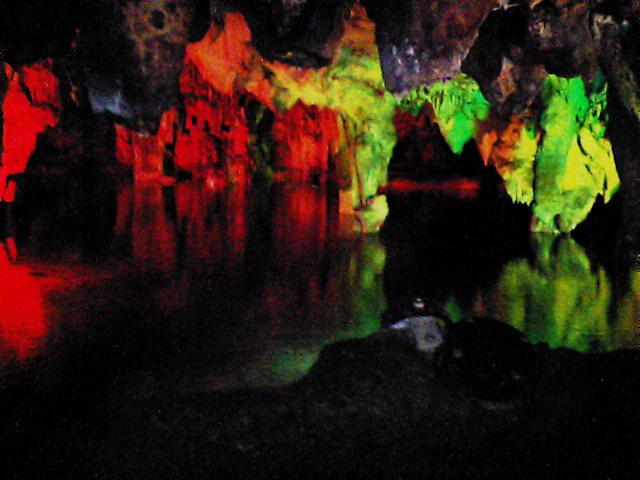
満奇洞

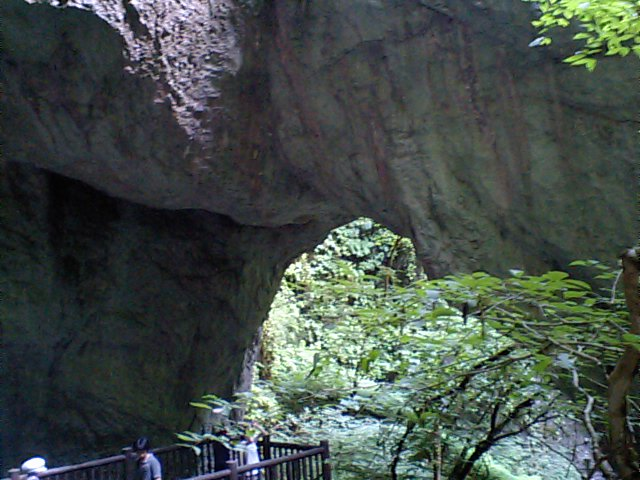
羅生門

- 備中鐘乳穴：岡山県真庭市（「鍾乳穴」ではないことに注意）
- 秋芳洞★：山口県美祢市（特別天然記念物。日本一のスケールを誇る）
- 景清洞：山口県美祢市
- 大正洞：山口県美祢市（天然記念物）
- 中尾洞：山口県美祢市（天然記念物）
- 龍河洞★：高知県香美市（天然記念物、史跡。洞内から石灰華に被われた弥生土器が発見されている）

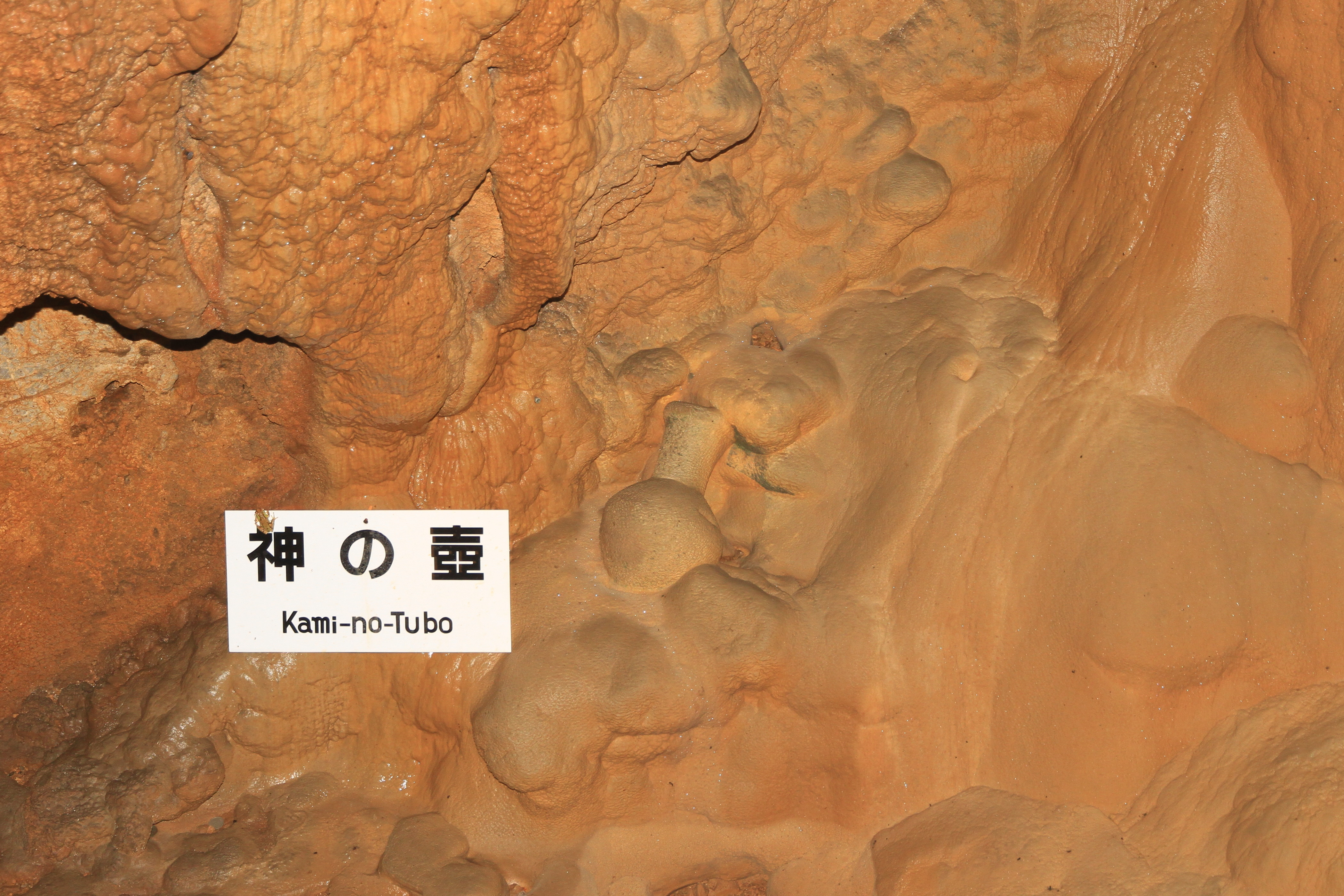
龍河洞

- 千仏鍾乳洞：福岡県北九州市（天然記念物・平尾台）

- 目白洞：福岡県北九州市（平尾台）
- 牡鹿洞：福岡県北九州市（平尾台）
- 青龍窟：福岡県京都郡苅田町（平尾台）

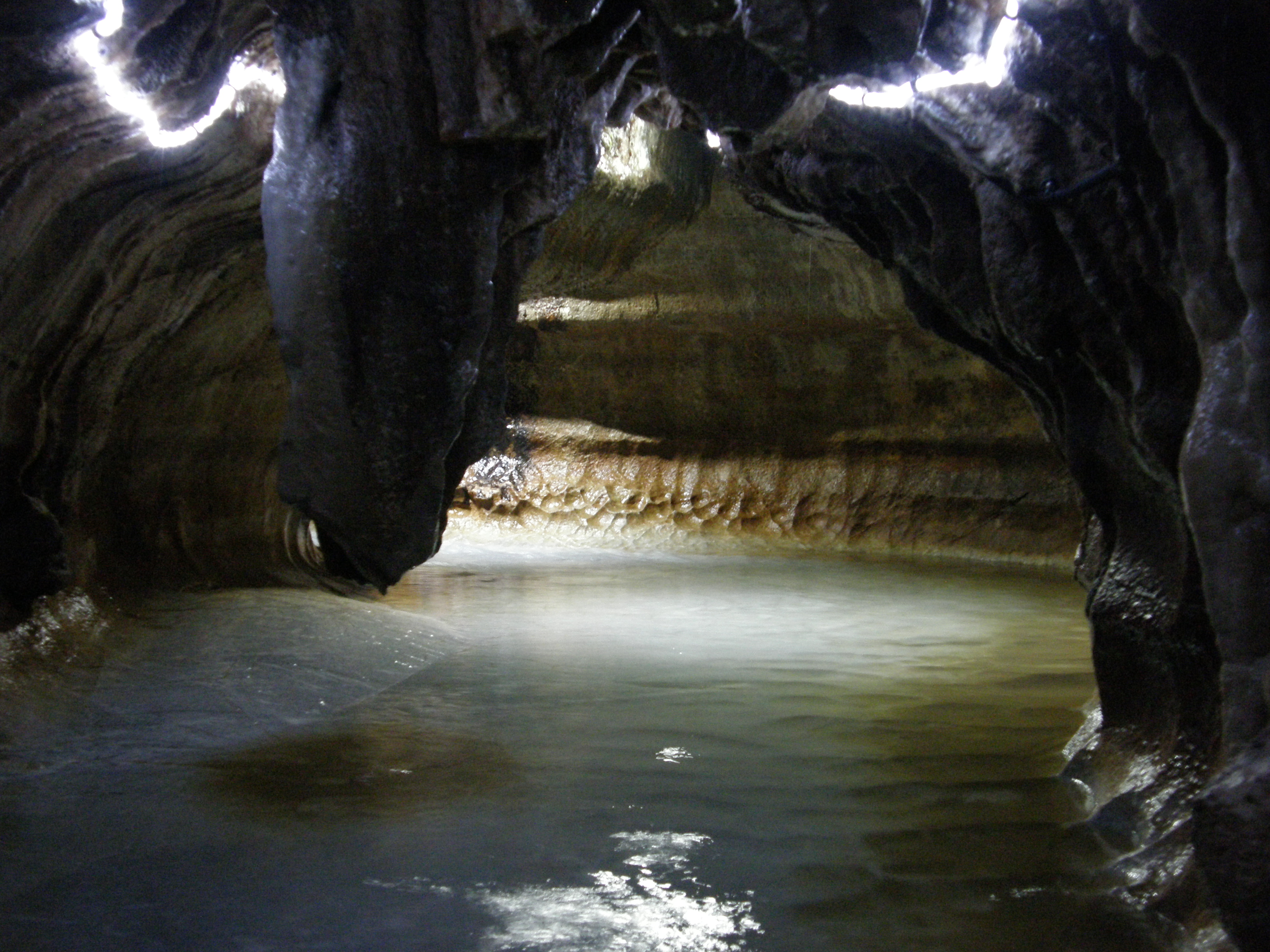
千仏鍾乳洞

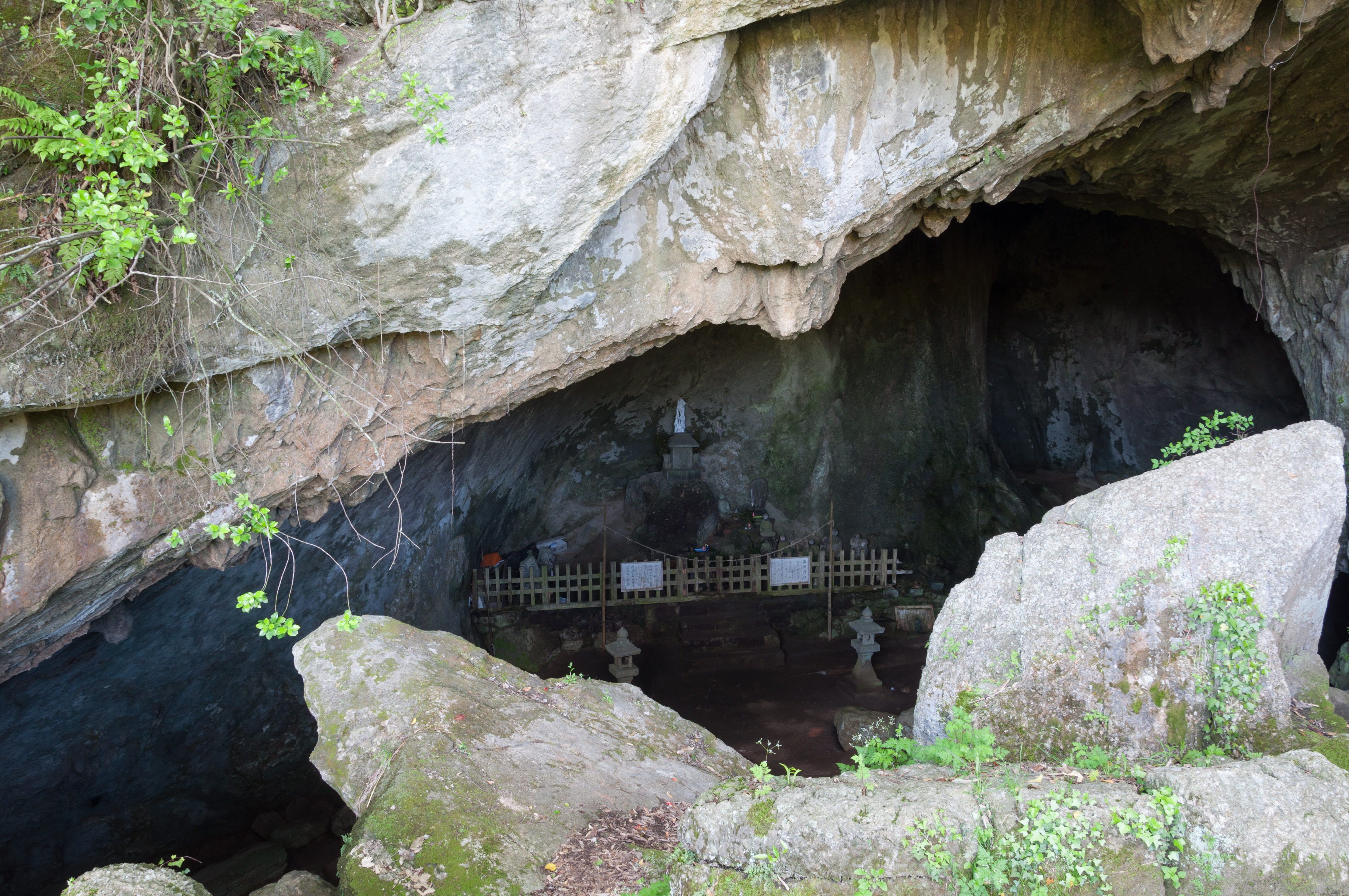
青龍窟

- 七釜鍾乳洞★：長崎県西海市（天然記念物。石灰質砂岩層中の鍾乳洞）

- 球泉洞★：熊本県球磨村

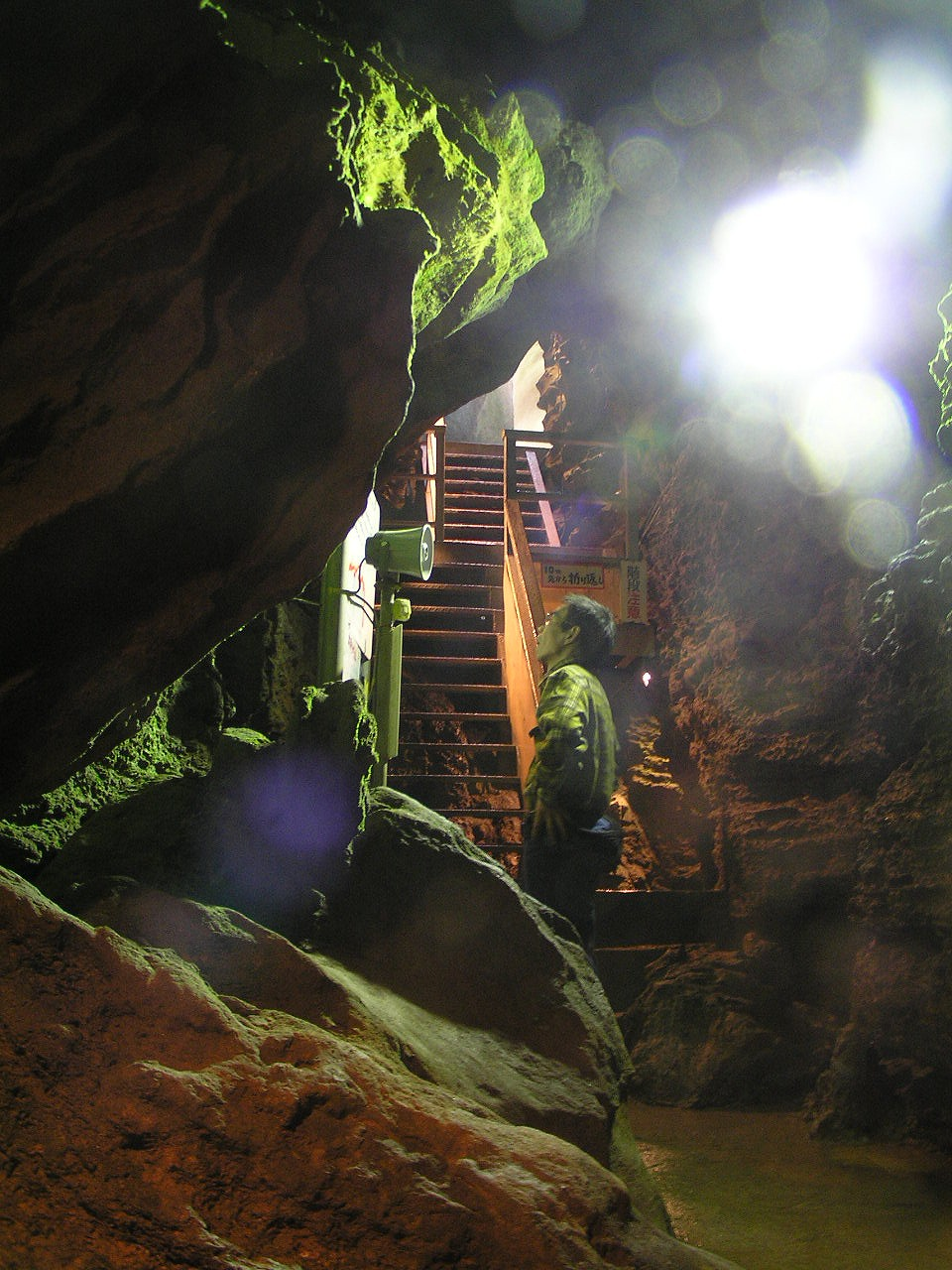
七釜鍾乳洞

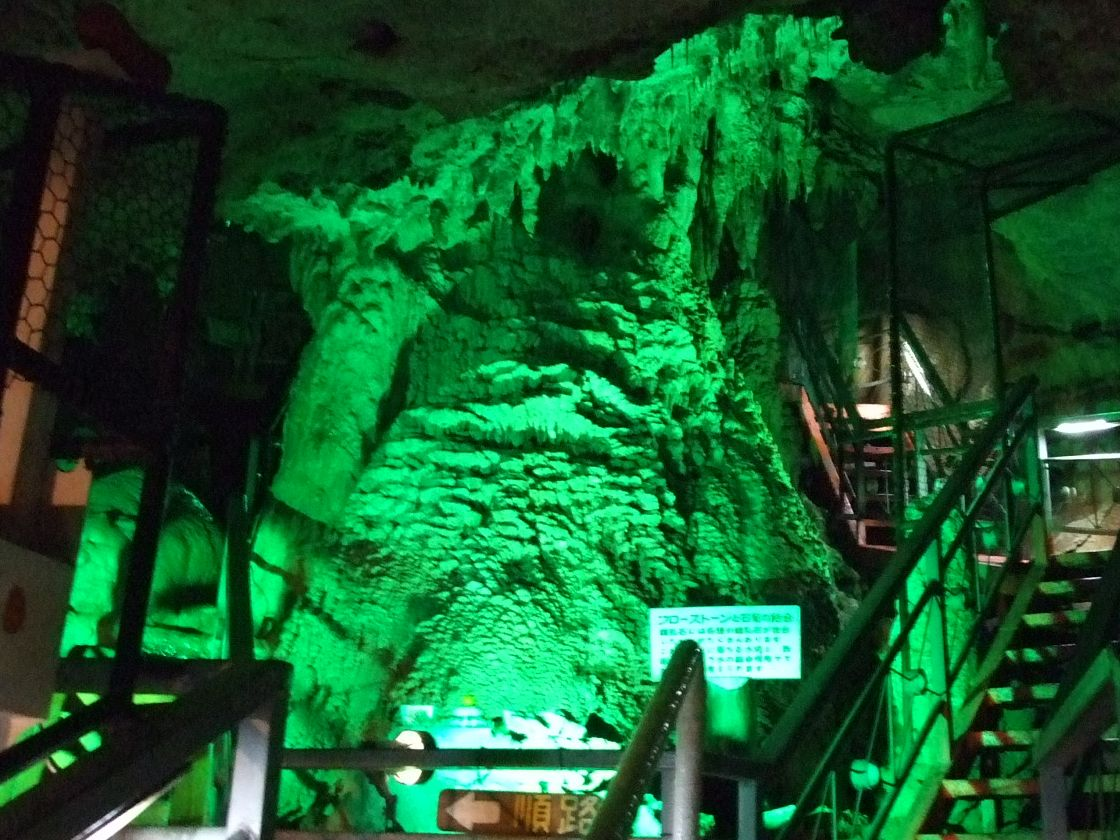
球泉洞

- 稲積水中鍾乳洞：大分県豊後大野市（日本最長の水中洞窟）

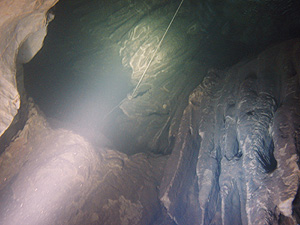
稲積水中鍾乳洞

- 風連鍾乳洞（風連洞窟）：大分県臼杵市（天然記念物）
- 小半鍾乳洞：大分県佐伯市（天然記念物）
- 狩生鍾乳洞：大分県佐伯市（天然記念物）
- 七折鍾乳洞：宮崎県西臼杵郡日之影町（天然記念物）
- 柘の滝鍾乳洞：宮崎県西臼杵郡高千穂町（天然記念物）
- 昇竜洞★：鹿児島県大島郡知名町（沖永良部島）

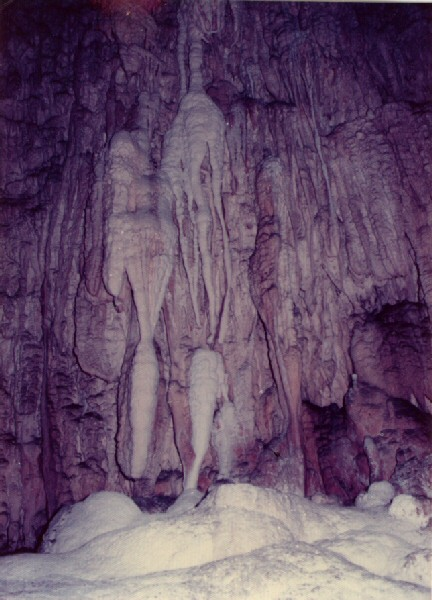
昇竜洞

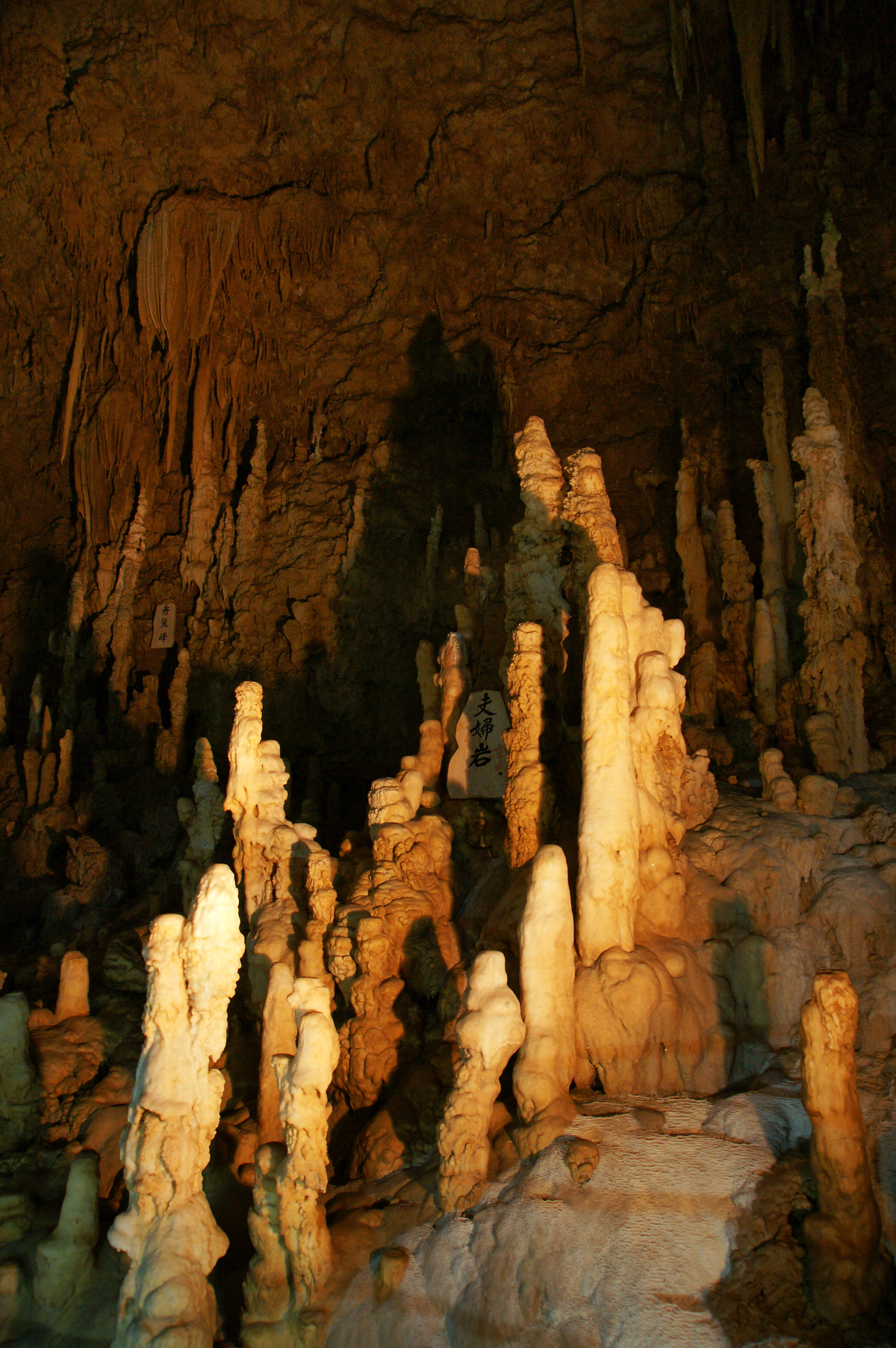
玉泉洞

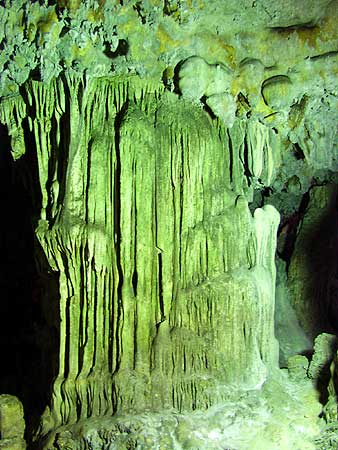
普天満宮洞穴

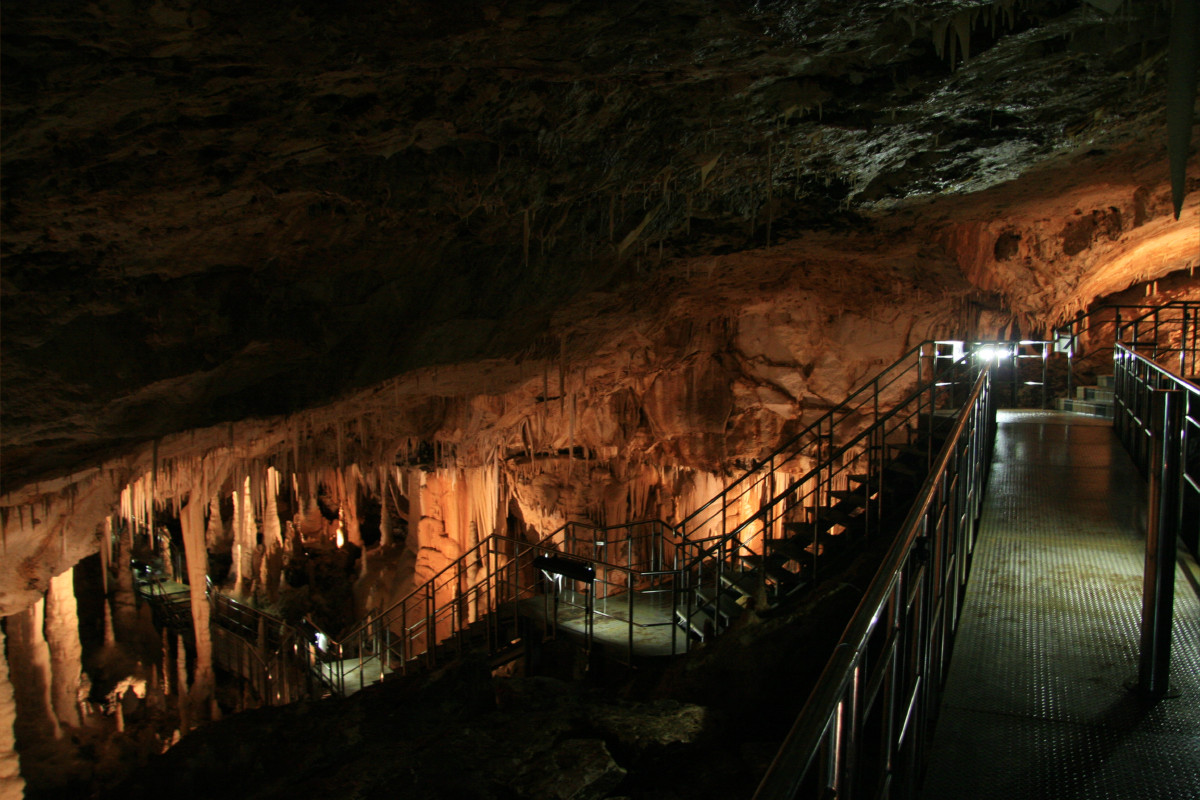
星野洞

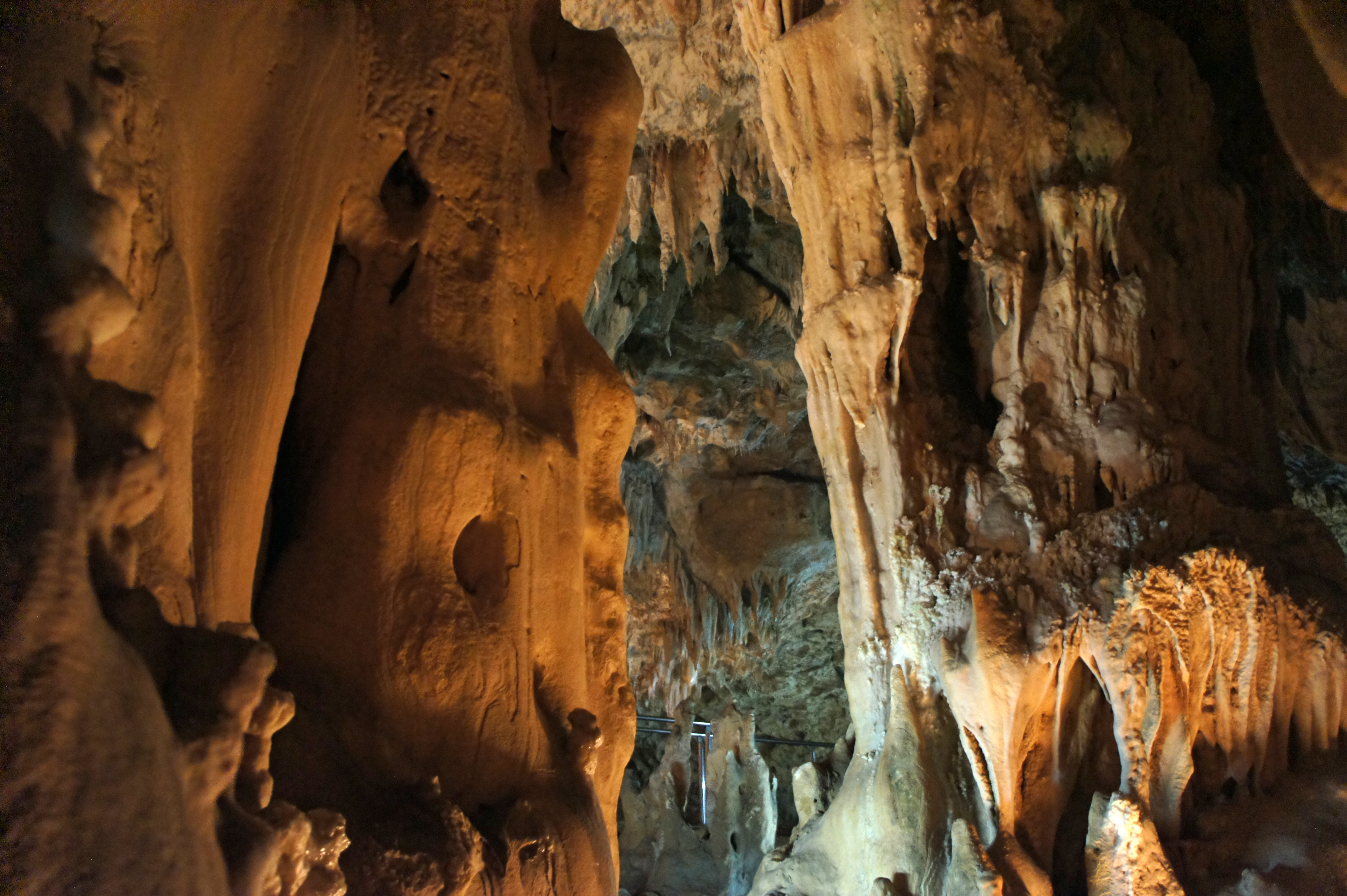
石垣島鍾乳洞

- 玉泉洞：沖縄県南城市

- 普天満宮洞穴：沖縄県宜野湾市

- 星野洞：沖縄県島尻郡南大東村（南大東島）

- 石垣島鍾乳洞：沖縄県石垣市（石垣島）

### 日本以外の主な鍾乳洞
- シュコツィアン洞窟群（世界遺産）：スロベニア
- ポストイナ鍾乳洞：スロベニア
- アグテレク・カルストとスロバキア・カルストの洞窟群（世界遺産）：ハンガリー及びスロバキア
- アルタミラ洞窟（世界遺産）：スペイン
- カールズバッド洞窟群国立公園（世界遺産）：アメリカ合衆国
- マンモス・ケーブ国立公園（世界遺産）：アメリカ合衆国
- ソンドン洞：ベトナム
- 芙蓉洞（世界遺産中国南方カルストの一部）：中華人民共和国